# Thomas Hope (banchiere 1704)
Thomas Hope (Rotterdam, 1704 – Amsterdam, 26 dicembre 1779) fu un banchiere olandese e amministratore della Compagnia olandese delle Indie orientali.

## Famiglia

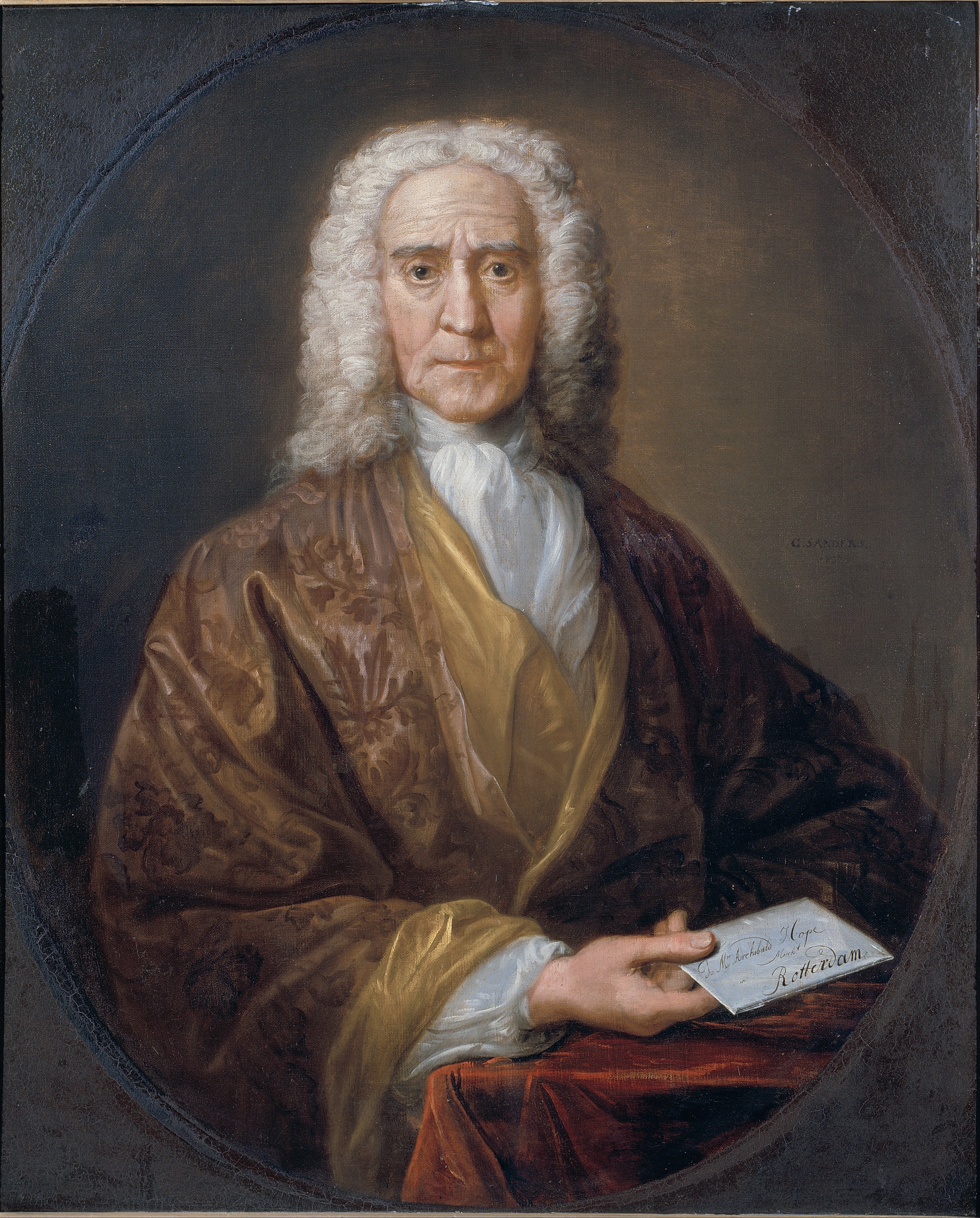
Il padre di Thomas, Archibald.

La famiglia Hope era originaria dalla Scozia. Archibald Hope, il padre di Thomas, era un quacchero che aveva otto figli. Archibald - insieme al figlio maggiore Archibald Jr. - fu un elemento importante negli scambi commerciali a Rotterdam intorno al 1720. Il suo secondo figlio maggiore, Henry (in seguito padre di Henry Hope), andò a cercare opportunità d'affari negli Stati Uniti. I figli minori, Isaac e Zaccaria, rimasero a Rotterdam, dove, come armatori, organizzarono la traversata transatlantica del 1735 da parte degli emigranti mennoniti svizzeri verso la Pennsylvania. Archibald Jr. e il secondo fratello minore Thomas si trasferirono ad Amsterdam. 

## Biografia
Dopo la bolla economica del 1720, il fratello maggiore di Thomas, Archibald Jr., fondò la casa commerciale e bancaria Hope & Co., quando tentò la fortuna aprendo una filiale della banca di suo padre denominata Hopes ad Amsterdam. In quei primi anni si limitò ad alloggiare con un cugino e trascorreva le sue giornate alla borsa di Amsterdam. Egli ebbe chiaramente successo, poiché Thomas si unì a lui e gli fu conferita la procura nel 1724. Quando Archibald Jr. si sposò, i due aprirono un ufficio nel 1726 e l'anno successivo Thomas sposò la figlia di Jan Marcelis, un mercante benestante di Amsterdam, Margaretha Marcelis. Quando Archibald Jr. morì nel 1734, Thomas fu raggiunto dal fratello minore Adrian. L'azienda ebbe successo nel commercio con l'Inghilterra, con l'America e con la tratta degli schiavi con le Indie occidentali. I sostenitori di Guglielmo IV e Guglielmo V (1766) nominarono Thomas Hope come loro rappresentante per la COV e la WIC. 
Thomas Hope ideò un sistema di calcolo dei costi. Thomas Hope è considerato come un possibile autore della Proposta: essa era una proposta al parlamento dei Paesi Bassi nel 1751 per migliorare la diminuita potenza commerciale dell'Olanda attraverso l'abolizione dell'imposta sulle esportazioni e la riduzione dell'imposta sulle importazioni. La proposta non occupò molto tempo nell'ordine del giorno, ma venne adottata da altri paesi. 

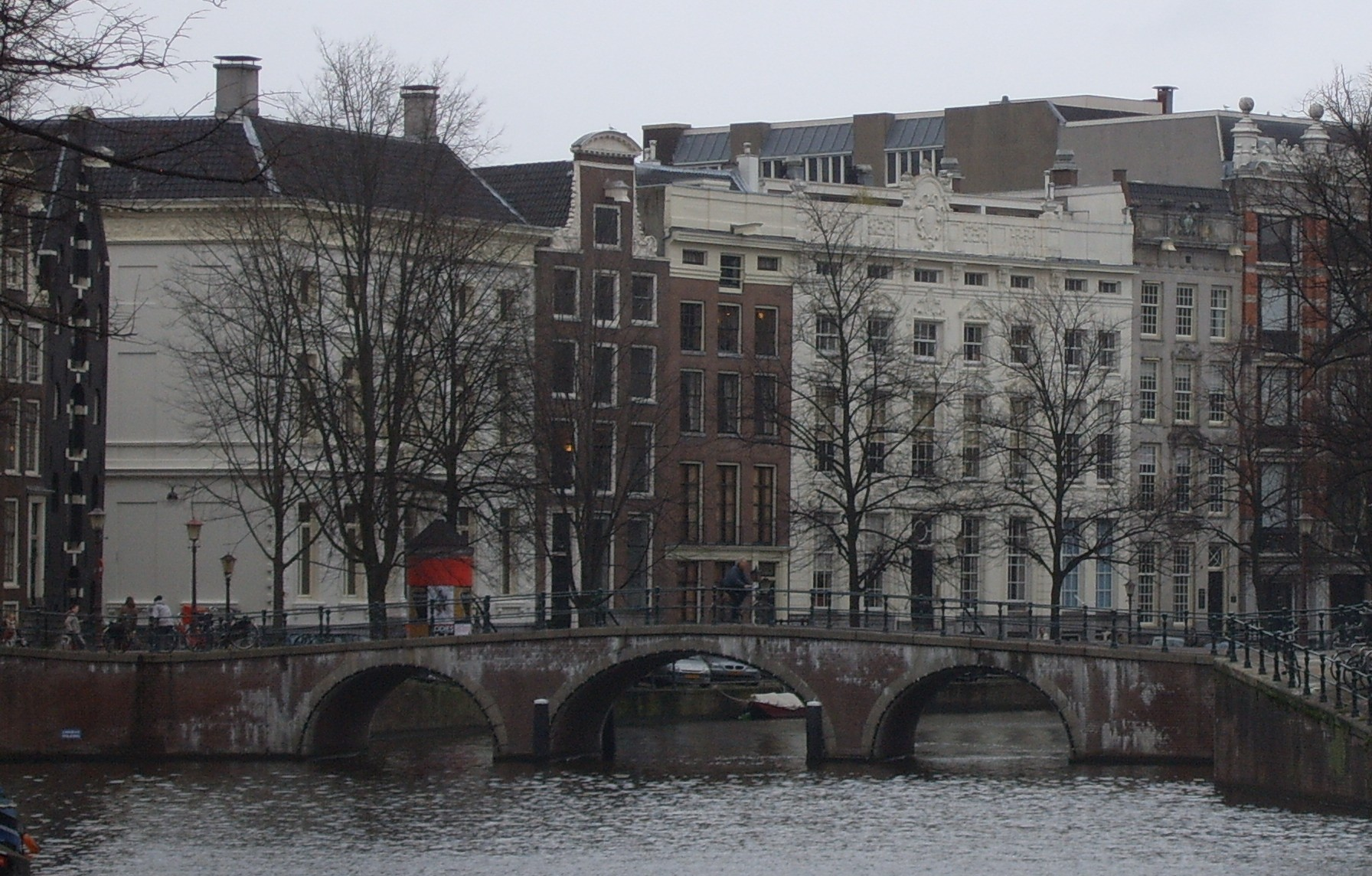
La Keizersgracht 444-446 di Amsterdam (l'edificio bianco sulla destra) fu l'indirizzo degli uffici della Hope & Co. per più di un secolo. L'edificio marrone a sinistra è la 448, la residenza privata di Henry Hope. Nel 1770 i timpani di questi tre edifici furono rimodellati nello stile dei tempi e incoronati al centro con lo scudo della famiglia Hope. Ebbe lo status di Rijksmonument nel 1970.

Gli affari degli fratelli Hope (come quelli di molti altri) fiorirono per molte ragioni, inclusi i prestiti per la guerra tra Inghilterra e Francia (1756-1763). Nel 1758 Thomas acquistò l'edificio di Mattheus Lestevenon (allora ambasciatore olandese in Francia) a Keizersgracht 444-446. Nel 1759, l'azienda Hope aveva 26 collaboratori. La casa accanto al 448 fu acquistata nel 1763 per Henry Hope, il nipote americano. Thomas ebbe un figlio, Jan Hope, che aveva all'incirca la stessa età di Henry, ed erano stati compagni di viaggio nel loro grand tour. Insieme continuarono a diffondere la fama degli Hope a livello internazionale. Nel 1763 molte attività commerciali di Amsterdam fallirono a causa della crisi bancaria di Amsterdam del 1763 quando i fratelli De Neufville non poterono pagare i loro creditori, provocando una crisi finanziaria internazionale (Isaac de Pinto, ad esempio, si trovò in difficoltà e dovette rinunciare alla sua casa), ma la Hope & Co. continuò a prosperare grazie ai prestiti internazionali e alla negoziazione delle azioni. 

## Altri residenti al Keizersgracht 444
- Mattheus Lestevenon;
- La vedova di Thomas, Margaretha Marcelis, e suo figlio Jan Hope;
- Il nipote di Thomas Hope;
- Adriaan van der Hoop.